# A Bucket of Blood
A Bucket of Blood is een Amerikaanse komische horrorfilm uit 1959. De film werd geregisseerd door Roger Corman met in de hoofdrol Dick Miller.

## Verhaal
Walter Praisley is een ober in een populair kunstcafé, en wil graag een van de kunstenaars worden die daar hun kunst tentoonstellen. Als hij per ongeluk de kat van de buurvrouw vermoordt, besloot hij er klei omheen te doen en het dier tentoon te stellen als standbeeld. De kat is binnen de kortste keren een groot succes en de kenners willen meer beelden van Walter zien, het liefst een beeld van een mens...

## Rolverdeling
| Acteur          | Personage         |
| --------------- | ----------------- |
| Dick Miller     | Walter Paisley    |
| Barboura Morris | Carla             |
| Antony Carbone  | Leonard de Santis |
| Julian Burton   | Maxwell H. Brock  |
| Ed Nelson       | Art Lacroix       |

## Trilogie
De film was het eerste deel van een trilogie van zwarte komedies geregisseerd door Roger Corman en geschreven door Charles B. Griffith. De andere twee delen van deze trilogie zijn The Little Shop of Horrors en Creature from the Haunted Sea. Vooral Little Shop vertoont veel gelijkenis in verhaallijn met A Bucket of Blood. Alle drie deze films bevinden zich in het publiek domein.